# Diana Palijska
Diana Bonewa Palijska, bułg. Диана Бонева Палийска (ur. 20 sierpnia 1966 w Płowdiwie) – bułgarska kajakarka. Dwukrotna medalistka olimpijska z Seulu.
Zawody w 1988 były jej jedynymi igrzyskami olimpijskimi. Zdobyła srebro w kajakowej dwójce na dystansie 500 metrów (wspólnie z Wanią Geszewą) oraz brąz w czwórce na tym samym dystansie. Osadę tworzyły również Geszewa, Ognjana Petrowa i Borisława Iwanowa. W 1986 zdobyła brązowy medal mistrzostw świata w kajakowych dwójkach na dystansie 500 metrów).